# Thymus pubescens
Thymus pubescens là một loài thực vật có hoa trong họ Hoa môi. Loài này được Boiss. & Kotschy ex Celak. miêu tả khoa học đầu tiên năm 1883.